# Портал (конвент)
Международная ассамблея фантастики «Портал» — ежегодный конвент писателей-фантастов, проводившийся с 2004 года в Киеве и объединявший писателей, читателей и издателей Украины, а также стран ближнего и дальнего зарубежья. На ассамблее вручались премии в нескольких номинациях по итогам предыдущего года.
В 2006—2010 годах ассамблея проводилась совместно с Киевской международной книжной ярмаркой.

## Организаторы
Оргкомитет — Михаил Литвинюк, Татьяна Кохановская, Дмитрий Можаев, журнал «Реальность фантастики». Президенты «Портала» — Марина и Сергей Дяченко. Ассамблея проводилась на базе киевской международной книжной выставки-ярмарки «Мэдвин», при участии директора «Мэдвина» Эдвина Задорожнего, его супруги и соратницы Натальи Ивченко:294—295.
Профессиональное жюри «Портала» возглавлял литературовед Михаил Назаренко. Кроме того, «Портал» сотрудничал с литературно-мемориальным музеем Михаила Булгакова, находящимся на Андреевском спуске:295.

## Мероприятия
На ассамблее «Портал» проводились лекции, дискуссии, встречи с читателями, а также круглые столы, посвящённые Булгакову и фантастике, и «Булгаковский бал», ведущим которого был Сергей Дяченко. В торжественной обстановке вручались премии ассамблеи:295.

## Премии

### Номинации
На ассамблее вручались премии в следующих номинациях:
- крупная форма
- средняя форма (до 8 авторских листов)
- малая форма (до 2 авторских листов)
- критика, литературоведение, эссе (книги, циклы статей; статьи)
- «Открытие себя» (в 2004 году вручалась под названием «Расширяющаяся вселенная», с 2005 года носит имя В. И. Савченко) — за творческий рост
- книга на украинском языке
- переводная книга (с 2009 года)

Также в разное время вручались призы по другим номинациям:
- бомба года
- «Солнечная машина»
- Художественный «Портал»
- премия имени М. А. Булгакова

### Порядок вручения премий
На ассамблее «Портал» присуждались как авторитарные (решение о лауреате принимает жюри), так и демократические (решение о лауреате принимают участники) премии.
В начале года номинационная комиссия отбирала из произведений предыдущего года шорт-лист по номинациям. После чего жюри, в которое входили известные писатели, критики и литературоведы, выбирало из шорт-листа победителя. Номинационная комиссия и жюри не обязательно совпадали по составу.
В номинации «Книга на украинском языке» победителя определяло специальное жюри.
Голосованием участников вручались призы в номинациях:
- критика, литературоведение, эссе (до 2008 года)
- переводная книга

В каждой номинации определялся только один победитель.

### Лауреаты
| Год  | Крупная форма                                          | Средняя форма                                                    | Малая форма                             | Критика | «Открытие себя»                                        | Книга на украинском языке                                                                       | Переводная книга                        |  |
| ---- | ------------------------------------------------------ | ---------------------------------------------------------------- | --------------------------------------- | --- | ------------------------------------------------------ | ----------------------------------------------------------------------------------------------- | --------------------------------------- |  |
| 2004 | Геннадий Прашкевич «Кормчая книга»                     | Евгений Лукин. «Чушь собачья»                                    | Евгений Лукин. «Чушь собачья»           | Кир Булычёв «Падчерица эпохи»                                                                                              | Александр Зорич «Завтра война»                         | Юрій Винничук «Мальва Ланда»                                                                    |                                         |  |
| 2005 | Мария Галина «Гиви и Шендерович»                       | Генри Лайон Олди. «Аз воздам»                                    | Генри Лайон Олди. «Аз воздам»           | Александр Громов «Ушибленные стремительным домкратом»                                                                      | Алексей Пехов «Под знаком Мантикоры»                   | Яна Дубинянська «Козли»                                                                         |                                         |  |
| 2006 | Алексей Иванов «Золото бунта, или Вниз по реке теснин» | Наталья Резанова «Явление хозяев»                                | Юлия Зонис «Дворжак»                    | Генри Лайон Олди «Десять искушений юного публиканта»                                                                       | Карина Шаинян «Теремок»                                | Премия не присуждена.                                                                           |                                         |  |
| 2007 | Далия Трускиновская «Шайтан-звезда»                    | Олег Дивов «Храбр»                                               | Святослав Логинов «Гибель замка Рэндол» | Григорий Панченко «Горизонты оружия»                                                                                       | Сергей Жарковский «Я, Хобо: Времена смерти»            | Валерій Войтович «Антологія українського міфу»                                                  |                                         |  |
| 2008 | Генри Лайон Олди «Ойкумена»                            | Евгений Лукин «Бытие наше дырчатое»                              | Дмитрий Быков «Отпуск»                  | Генри Лайон Олди «О бедном романе замолвите слово»                                                                         | Марина Соколян «Херем»                                 | Галина Пагутяк «Книгоноші з Королівства»                                                        |                                         |  |
| 2009 | Дина Рубина «Почерк Леонардо»                          | Евгений Лукин «С нами бот»                                       | Мария Галина «В плавнях»                | Светлана Бондаренко (сост.) «Неизвестные Стругацкие: черновики, рукописи, варианты» Андрей Шмалько «Реванш, погром, капут» | Станислав Буркин «Фавн на берегу Томи»                 | Василь Кожелянко «Чужий»                                                                        | Нил Стивенсон «Смешенье»                |  |
| 2010 | Мария Галина «Малая Глуша»                             | Павел Амнуэль «Что-нибудь светлое…»                              | Премия не присуждена.                   | Владимир Гопман «Любил ли фантастику Шолом Алейхем?» Леонид Фишман «Зачем менять историю?»                                 | Мариам Петросян «Дом, в котором...»                    | Володимир Єшкілєв «Богиня і консультант»                                                        | Гай Гэвриел Кей «Изабель»               |  |
| 2011 | Дмитрий Быков «Остромов, или Ученик чародея»           | Дмитрий Колодан «Время Бармаглота»                               | Юлия Зонис «Гимн уходящим»              | Максим Чертанов «Герберт Уэллс» Омри Ронен «Наизнанку»                                                                     | Шамиль Идиатуллин «СССР™» Дара Корній «Гонихмарник»    | Галина Пагутяк «Зачаровані музиканти»                                                           | Нил Гейман, Чарльз Весс «Звёздная пыль» |  |
| 2012 | Анна Старобинец «Живущий»                              | Линор Горалик «Устное народное творчество обитателей сектора М1» | Дмитрий Колодан «Под мостом»            | Владимир Гопман «Золотая пыль» Мария Галина «В конце было слово»                                                           | Ярослава Бакалець, Ярослав Яріш «Із сьомого дна»       | Владислав Івченко, Юрій Камаєв «Стовп самодержавства, або 12 справ Івана Карповича Підіпригори» | Нил Стивенсон «Анафем»                  |  |
| 2013 | Евгений Водолазкин «Лавр»                              | Мария Галина «Куриный Бог»                                       | Мария Галина «Ригель»                   | Нина Демурова «Льюис Кэрролл»                                                                                              | Наталья Шнейдер, Дмитрий Дзыговбродский «Сорные травы» | Юрій Винничук «Танґо смерті»                                                                    | Джордж Мартин «Танец с драконами»       |  |

## «Еврокон-2006»
В 2006 году на базе «Портала» и книжной выставки-ярмарки «Мэдвин» проводился «Еврокон» — всеевропейский конвент любителей фантастики, который посетили гости из более чем 20 стран Европы, а также США и Японии. В качестве почётного гостя «Еврокона-2006» был приглашён знаменитый американский фантаст Гарри Гаррисон. На конвенте было принято решение проводить «Еврокон-2008» в Москве, что и осуществилось с большим размахом. На «Евроконе-2006» состоялась, в частности, презентация литературно-музыкального проекта «Дикая энергия», основанного на романе Дяченко:296; в проекте участвовала победившая на «Евровидении» певица Руслана.
Звание лучшего писателя Европы на «Евроконе-2006» было присуждено Генри Лайону Олди (Олегу Ладыженскому и Дмитрию Громову), а лучшим журналом объявлен московский «Мир фантастики»:296.